# Farmhouse (álbum)
Farmhouse es el undécimo álbum de la banda de rock estadounidense Phish. Las pistas fueron grabadas en The Barn, el estudio de Trey Anastasio en Vermont. Las letras del álbum de este álbum son de Trey Anastasio y  Tom Marshall junto a Tony Markellis, Russ Lawton y Scott Herman. Algunas de las pistas del álbum son versiones de demos anteriores que aparecen en Trampled by Lambs and Pecked by the Dove. Todas las canciones del álbum anteriormente habían sido tocadas en directo.
La edición japonesa incluye dos pistas adicionales, "Driver" y "Mountains in the Mist".
Fue el último álbum de estudio de Phish antes de la pausa de la banda que comenzó en octubre de 2000.
El sencillo "Heavy Things" se convirtió en el más vendido hasta la fecha, convirtiéndose en un éxito en el Adult Top 40 radio.
El álbum fue certificado oro por la RIAA el 30 de enero de 2006.
Desde febrero de 2009, el álbum está disponible para su descarga en formatos FLAC y MP3 en LivePhish.com.

## Lista de canciones
1. «Farmhouse» (Anastasio,  Marshall) - 4:02
2. «Twist» (Anastasio, Marshall) - 3:24
3. «Bug» (Anastasio, Marshall) - 5:07
4. «Back on the Train» (Anastasio, Marshall) - 3:02
5. «Heavy Things» (Anastasio, Herman, Marshall) - 4:15
6. Gotta Jibboo (Anastasio, Lawton, Markellis) - 5:31
7. «Dirt» (Anastasio, Herman, Marshall) - 4:32
8. «Piper» (Anastasio, Marshall) - 4:27
9. «Sleep» (Anastasio, Marshall) - 2:09
10. The Inlaw Josie Wales (Anastasio) - 2:56
11. «Sand» (Anastasio, Lawton, Markellis, Marshall) - 3:24
12. «First Tube» (Anastasio, Lawton, Markellis) - 6:45
13. «Driver» [Japanese Edition Bonus Track] (Anastasio, Marshall) - 3:19
14. «Mist» [Pista adicional Japón] (Anastasio, Marshall) - 4:28

## Sencillo en lista
2000, "Heavy Things" (No. 22, Adult Top 40)

## Personal
Phish
Trey Anastasio - guitarra, voz
Page McConnell - teclados, voz
Mike Gordon - bajo, voz
Jon Fishman - batería, voz